# Klipphausen
Klipphausen es un municipio situado en el distrito de Meißen, en el estado federado de Sajonia (Alemania), a una altitud de 260 metros. Su población a finales de 2016 era de unos 10 300 habs. y su densidad poblacional, 93 hab/km².
La duquesa Augusta de Reuss-Köstritz (1822-1862) nació en esta localidad.